# Wattsburg
Wattsburg es un borough ubicado en el condado de Erie, en el estado estadounidense de Pensilvania. En el año 2000 tenía una población de 378 habitantes y una densidad de 448 personas por km².

## Geografía
Wattsburg se encuentra ubicado en las coordenadas 42°0′10″N 79°48′34″O / 42.00278, -79.80944

## Demografía
Según la Oficina del Censo, en 2000 los ingresos medios por hogar en la localidad eran de $32 500 y los ingresos medios por familia eran $37 813. Los hombres tenían unos ingresos medios de $29 250 frente a los $25 156 para las mujeres. La renta per cápita para la localidad era de $14 830. Alrededor del 17.9% de la población estaba por debajo del umbral de pobreza.